# ويليام كونراد ريفيس
ويليام كونراد ريفيس (بالإنجليزية: William Conrad Reeves)‏ هو قاضي وسياسي باربادوسي، ولد في 1838، وتوفي في 8 يناير 1902. انتخب عضو مجلس النواب لبربادوس ‏.